# Stazione di Kanuma
La stazione di Kanuma (鹿沼駅?, Kanuma-eki) è una stazione ferroviaria situata della città omonima, nella prefettura di Tochigi, ed è servita dalla linea linea Nikkō della JR East. La stazione vede un traffico esclusivamente regionale locale.

## Linee
East Japan Railway Company
■ Linea Nikkō

## Struttura
La stazione è dotata di un marciapiede a isola centrale con due binari passanti in superficie.
| 1 | ■ Linea Nikkō | per Imaichi e Nikkō      |
| 2 | ■ Linea Nikkō | per Tsuruta e Utsunomiya |

## Stazioni adiacenti
| «           | Servizio    | »           |
| Linea Nikkō | Linea Nikkō | Linea Nikkō |
| ----------- | ----------- | ----------- |
| Tsuruta     | Locale      | Fubasami    |